# Вагабунда бронзова
Вагабунда бронзова (Dendrocitta occipitalis) — вид горобцеподібних птахів родини воронових (Corvidae). Ендемік Суматри.

## Опис
Довжина птаха становить 40 см, вага 88-102 г. Голова, груди, спина і крила темно-коричневі. Обличчя і горло темніші, майже чорні, живіт і гузка світло-коричневі. Тім'я, плечі і два центральних пера в хвості сріблясто-білі, на крилах по білій плямі. Хвіст чорний, білі центральні пера мають чорні кінчики. Махові пера на крилах теж чорні. Дзьоб і лапи чорні, очі темно-карі.

## Поширення і екологія
Цей малодослідженний вид птахів мешкає в гірських тропічних лісах гірського хребту Барісан на Суматрі.